# Faucogney (Adelsgeschlecht)

Wappen von Faucogney

Das Haus Faucogney ist ein Adelsgeschlecht aus der französischen Haute-Saône in Burgund, Franche-Comte, benannt nach dem Ort Faucogney (heute: Faucogney-et-le-Mer). Im Laufe der Jahrhunderte erwarb die Familie mehrere Güter und Titel: Herren von Rougemont, Faucogney, Villersexel, La montagne, Belvoir, Usier, Chatillon-sous-Maiche, Avanne-Aveney, Saint-Hippolyte-sur-le-Doubs. Die Vicomte von Besançon und Vesoul und der Graf von La Roche-en-Montagne.

## Erste Erwähnung
Die früheste Erwähnung eines Vicomte der Burg von Vesoul stammt aus dem Jahr 1019. Dies ist auch die früheste Erwähnung eines Vicomte in der Grafschaft Burgund. Hinweise auf Vicomtes de Besançon tauchen in Primärquellen erst etwa 50 Jahre später auf:
Giselbert I. de Faucogney, Vicomte de Vesoul.  „…Gislebertus vicecomes Vesuli Castri…“ bezeugt die Urkunde vom 28. Oktober 1019, in der „comes Octo cognomento Vuillelmus“ Eigentum „mihi secundum parentum successionem...infra alpes Pinninarum et flumen Padum et flumen Duriæ Bauticæ quod iuxta urbem Euoreiam“ an das Kloster Fruttuaria schenkt.

## Seitenlinien
Die Faucogney ist die mittlere Linie des Hauses Rougemont, das die Faucogney indirekt von einem älteren Haus Faucogney und die Viscountcy of Vesoul vom Haus Vesoul geerbt hat und als Folge dieser Erbschaft den Namen Faucogney angenommen hat. Die Familie hat drei Seitenlinien ergeben.
- Rougemont-Faucogney (Hauptzweig starb im 16. Jahrhundert aus)
- Die Faucogney de Vesoul (erster Zweig, ausgestorben im 17. Jahrhundert)
- de Faucogney de Villersexel (zweiter Nebenzweig, ausgestorben im 15. Jahrhundert)

Jean III. de Faucogney, der mit Isabella von Frankreich, Tochter von König Philipp V., verheiratet war, teilte die Besitzungen in mehrere Teile auf. Der nördliche und südliche Teil ging an die Seitenzweige der Faucogneys: de La Montagne & de Villersexel. Und die Herrschaft von Faucogney an Johan von Neuenburg, als er Jeanne de Faucogney heiratete. Johanns Erbin war seine Schwester Isabella von Neuenburg, Gräfin von Nidau, die Faucogney 1370 an seine Witwe Jeanne vererbte. Der zweite Ehemann von Jeanne, Henri de Longvy, verkaufte Faucogney 1374 für 20.000 Goldfranken an Philipp den Kühnen, Herzog von Burgund.

## Stammliste (Auszug)

### Erstes Haus Faucogney
1. Aymon I. de Faucogney, † 1133
  1. Henri, 1131/47 bezeugt
    1.  ? Sibylle, Dame de Faucogney 1158; ⚭ Gislebert III., 1157 Vicomte de Vesoul et Sire de Faucogney, 1150/89 bezeugt (Haus Vesoul)
      1. Aymon II. de Vesoul, Sire de Faucogney 1158/73
        1. Béatrice de Faucogney, † vor 1225; ⚭ Hugues de Rougemont, Seigneur de Villersexel, dann Seigneur de Faucogney, † vor etwa 1227 (siehe unten)

### Zweites Haus Faucogney
1. Hugues de Rougemont, Seigneur de Villersexel, dann Seigneur de Faucogney, † vor etwa 1227, Sohn von Humbert II. de Rougemont, † vor 1227 (Haus Rougemont);  ⚭ Béatrice de Faucogney, † vor 1225  (siehe oben)
  1. Aymon de Faucogney, 1223 Vicomte de Vesoul, Seigneur de Villersexel, † 1240/44
    1. Jean I., † vor 1271, 1247 Sire de Faucogney, 1250 Vicomte de Vesoul
      1. Aymon, † 1296/98, 1271 Sire de Faucogney; ⚭ Johanna von Salm, Tochter von Heinrich IV., Graf von Salm
        1. Jean II., † 1317/19, 1299 Sire de Faucogney
          1. Jean III., 1330/63 bezeugt, Sire de Faucogney; ⚭ Isabelle de France, † nach 1363, Tochter von Philipp V., König von Frankreich (Stammliste der Kapetinger)
          2. Henri, † vor 1362, Vicomte de Vesoul
            1. Jeanne, † vor 1373; ⚭ I Johann von Neuenburg, † 1369; ⚭ II Henri de Longvy, † 1396 (Haus Chaussin)
            2. Katharina; ⚭ Konrad I. Graf von Tübingen zu Lichteneck, † vor 1410
            3. Agnès; ⚭ Geoffrey de Beaujeu, † 1366 (Haus Albon)

      2. Geoffroy, † 1298, 1286 Seigneur de Saint-Loup – Nachkommen † 17. Jahrhundert

    2. Aymon, † 1309, Sire de Villersexel
      1. Jean, † 1319, Seigneur de Villersexel
        1. Aymon, † 1360, Seigneur de Villersexel
          1. Henri, † 1412, Graf von La Roche
            1. Humbert, † 1457, Comte de La Roche; ⚭ Margarete von Mömpelgard, † 1411, Erbtochter von Heinrich II., Graf von Mömpelgard (Haus Montfaucon)
            2. Guillaume de Villersexel, X 1396 in der Schlacht von Nikopolis; ⚭ Catherine de Montagu, † nach 1431, Tochter von Jean, Seigneur de Sombernon et de Malain (Älteres Haus Burgund)
              1. Guillaume, † 1472, Seigneur de Clairvaux-en-Montagne, Sombernon et de Malain
                1. Claude, † 1491, Dame de Clairvaux et de Villersexel; ⚭ I Olivier de Longvy, † 1467; ⚭ II Guillaume de Vienne-Montby, † 1471
                2. Jeanne, † 1460, Dame de Sombernon et de Malain; ⚭ Guillaume de Bauffremont, Baron de Scey, † 1474 (Haus Bauffremont)

      2. Aymon, † 1370, 1363 Erzbischof von Besançon

    3.  ? Alais, Dame de Pouilly, 1245/85 bezeugt; ⚭ Hugo III. Graf von Vienne, Seigneur de Pagny, † 1270 (Haus Neublans)